# Athanasius van Alexandrië
Athanasius (Oudgrieks: Ἀθανάσιος, Athanásios) (Alexandrië, ongeveer 295 – Alexandrië, 2 mei 373) was patriarch van Alexandrië, kerkvader, en wordt vereerd als heilige door de meeste christelijke denominaties die heiligen erkennen. Zijn feestdag is in de Orthodoxe Kerk op 18 januari, in de Rooms-Katholieke Kerk op 2 mei en in de Koptisch-Orthodoxe Kerk op 15 mei.

## Begin van zijn carrière
Hij maakte nog de hevige christenvervolgingen onder de keizers Diocletianus en Galerius mee.
Hij ontving een goede vorming en werd tot diaken gewijd. Op 8 juni 328 werd hij gewijd tot opvolger van patriarch Alexander I, die hij als secretaris op het Concilie van Nicea had bijgestaan. Hij was een bestrijder van het arianisme, omdat dit door genoemd concilie veroordeeld was als ketterij.

## Religieuze overtuigingen
Volgens Athanasius is de herschepping van de mens alleen reëel als zijn verlosser waarlijk God is. Hij werd 'Vader der rechtzinnigheid' genoemd omdat hij met grote vasthoudendheid de ketterse leerstellingen van Arius probeerde te weerleggen.

## Ballingschappen
Vijf keer werd hij gedwongen in ballingschap te gaan, in totaal twintig jaar. In de eerste ballingschap (335-337) werd hij door arianen aangeklaagd voor het tegenhouden van Egyptische graantransporten. Athanasius was onschuldig, maar werd toch verbannen naar Augusta Treverorum, het huidige Trier in Duitsland. Het neveneffect echter was dat hij de bisschoppen daar ook wist te overtuigen van zijn standpunten tegen de arianen. Na de dood van keizer Constantijn, ging zijn zoon Constantius II opnieuw over tot verbanning van Athanasius (340-346). Ook daarvan keerde hij terug om 10 jaar later opnieuw te worden verbannen (356-362). Ditmaal verbleef hij in de woestijn om rust te zoeken en God te vinden. In 362-363 werd hij verbannen door Julianus Apostata, "Julianus de Afvallige", zo genoemd vanwege zijn pogingen de Romeinse godsdienst weer in te voeren en het terugschroeven van de bevoorrechting van christenen. De laatste maal werd hij in 365 verbannen door keizer Flavius Julius Valens, maar dat duurde slechts een maand, nadat de keizer werd overtuigd van het gelijk van Athanasius. Bovendien wist hij zich te verbergen. Steeds was Athanasius in staat om moeilijke dingen die hem werden aangedaan om te buigen in zijn voordeel.
Weer in Alexandrië wijdde hij zich aan de reorganisatie van de christelijke gemeenschappen en aan de godsdienstige pacificatie in zijn bisdom. In 373 stierf hij.

## Geschriften
Zijn belangrijkste theologische verhandeling is Over de vleeswording van het Woord. 
In het verleden werd de geloofsbelijdenis van Athanasius, die zich ook tegen het arianisme keert, aan hem toegeschreven, maar waarschijnlijk is hij toch niet de auteur ervan. 
Athanasius schreef wel het Leven van Antonius (Βίος καὶ Πολιτεία Πατρὸς Ἀντωνίου, Vita Antonii). Hij onderhield goede betrekkingen met monniken, wier idealen hij beschreef in het Leven van Antonius. Hij beschreef er hoe Antonius vocht tegen de verleidingen met het doel om God te vinden. De beschrijving van Antonius is later een inspiratie geweest voor het ascetische monnikenleven. Hierin staat "ora et labora" centraal, "bid en werk", een ander ideaal dan het "geniet en vecht". Athanasius was goed bevriend met Antonius. Hij schonk hem een mantel en na de dood van de monnik ontving hij een van de twee schapenvellen waarin Antonius gekleed ging.
Ook zijn veel van zijn geschriften tegen Arius bewaard gebleven. Hij hield contact met de gelovigen door zijn Paasbrieven, waarin hij onder meer meedeelde op welke datum Pasen gevierd zou worden.
In 365 keerde hij terug van zijn laatste ballingschap. In 367 schreef hij zijn Paasbrief van dat jaar, waarin hij als eerste een lijst weergaf van de 27 boeken van het Nieuwe Testament, de huidige canon waarmee de christelijke Bijbel haar huidige vorm kreeg, zij het dat over het boek Openbaring nog een aantal eeuwen werd gediscussieerd. De lijst verscheen in het jaar 340 en heeft dezelfde boeken als de Codex Vaticanus.
Verder zijn vier brieven aan Serapion, bisschop van Thmuïs, overgeleverd. En hij schreef ook meditatieve teksten over de psalmen.

## Heilig verklaard en kerkvader
Door de Rooms-Katholieke Kerk werd hij later heilig verklaard en tot kerkvader verheven. Hij behoort tot de vier belangrijkste kerkvaders van de Orthodoxe Kerk en wordt daarom 'Athanasius de Grote' genoemd.